# Lijst van heren van Edingen

Banier Van Edingen in de 14e eeuw

Het Huis van Edingen (Latijn: Angia, Frans: Enghien, Vlaams Edinghem) was een vooraanstaande familie die in de middeleeuwen heerste over de feodale heerlijkheid Edingen in het huidige België. Ridders vochten mee in de slag bij Woeringen onder de banier van het huis.
Het domein is gesitueerd aan de oude Romeinse heirbaan van Bavay-Asse naar Utrecht en behoorde in de Karolingische tijd tot de Brabantgouw. Het grondgebied wordt voor het eerst vermeld in 956 als Ainghien en was toen een van de vierenveertig baronieën van het graafschap Henegouwen. In de 11e eeuw moeten de heren er al een met slotgrachten omringde burcht hebben gebouwd die is vernield door Boudewijn van Henegouwen maar in het begin van de 13e eeuw herbouwd. De op het grondgebied gelegen nederzetting Edingen floreerde onder andere door het vervaardigen van wandtapijten.
Hieronder volgt een lijst met de heren van Edingen.
Een van de vrouwen uit het huis, Adelise van Everdingen was gehuwd met Wouter V Berthout, die de stad en heerlijkheid Mechelen bestuurde.

## Heren van Edingen
- ?-?: Engelbert I (1065-?)
- ?-?: Engelbert II (1090-?), zoon van de vorige
- ?-1190: Huwes I (1120-1190), zoon van de vorige
- 1190-1205: Engelbert III (1140-1205), zoon van de vorige
- 1205-1250: Engelbert IV (1160-1250), zoon van de vorige
- 1250-1253: Zeger I (1205-1253), zoon van de vorige
- 1253-1271: Wouter I (1225-1271), zoon van de vorige
- 1271-1309: Wouter II (1267-1309), zoon van de vorige
- 1309-1345: Wouter III (1302-1345), zoon van de vorige
- 1345-1364: Zeger II (1324-1364), zoon van de vorige
- 1364-1381: Wouter IV (1360-1381), zoon van de vorige
- 1381-1394: Lodewijk (?-1394), oom van de vorige

## Nageschiedenis
Na de dood van Lodewijk van Edingen in 1394 ging de baronie over in handen van Lodewijks schoonzoon Jan van Luxemburg-Ligny van het huis Luxemburg en in 1485 naar het huis Frankrijk. Graaf Peter II van Saint-Pol laat de aan zijn kasteel grenzende bossen ommuren om er de jacht te kunnen uitoefenen en op het slot en het domein wordt in 1485 wordt het huwelijk gevierd van zijn dochter Françoise met Filips van Kleef. In de eerste helft van de 16e eeuw kwam Edingen via een huwelijk in het bezit van het huis Bourbon. Uiteindelijk verkocht koning Hendrik IV van Frankrijk de heerlijkheid in 1607 aan Karel van Arenberg en Anna van Croÿ-Chimay.
In 1913 is in de tuin van de oude burcht het kasteel van Edingen gebouwd.